# 里見圭一郎
里見 圭一郎（さとみ けいいちろう、7月5日 - ）は、日本の元男性声優。千葉県出身。旧芸名は鈴木 圭一郎（すずき けいいちろう）。

## 人物
以前はアドヴァンスプロモーション、ぷろだくしょんバオバブに所属していた。
ハリがある声質をしており、外画吹き替えを中心に活躍。俳優としても舞台にも出演。
特技はカードを飛ばす。趣味は映画鑑賞、猫と遊ぶ事。

## 出演

### テレビアニメ
- NARUTO -ナルト-（2004年 - 2006年、客、料理忍者、回想の暗部）
- 双恋（2004年、犬、生徒）
- くじびきアンバランス（2006年、吉田）
- 少年陰陽師（2006年、検非違使〈二〉）
- 名探偵コナン（2010年 - 2012年、副島逸郎、若松育郎）

### OVA
- 白い犬のジェイク（2005年、鳩、猫）

### ゲーム
- メタルウルフREV（2002年、死馬斬）
- ぱすてるチャイムContinue（2005年）
- We Are*（2006年、国見誠一）
- PROJECT SYLPHEED（2006年、カール）
- 魔界戦記ディスガイア2 PORTABLE（2006年、勇者その1、司会者）
- スペクトラルフォース3 イノセントレイジ （2006年、ジェノバ）
- インフィニットループ 古城が見せた夢（2008年、ジミー）
- 神代學園幻光録 クル・ヌ・ギ・ア（2008年、聖恭介）
- プリニー 〜オレが主人公でイイんスか?〜（2008年、モーブ、ターメリック）
- アンティフォナの聖歌姫 〜天使の楽譜 Op.A〜（2009年）
- プリニー2 〜特攻遊戯! 暁のパンツ大作戦ッス!!〜（2010年、アサギ・シュバルツ・ネイチャー）
- 神様と運命革命のパラドクス（2013年、弱虫ゾンビ）
- Z/X 絶界の聖戦（2013年、スカルヴィシャス[4]）

### ドラマCD
- 子供（ガキ）の領分8（生徒）
- 愛と欲望は学園で3（教師）
- 少年陰陽師2（雑鬼）

### 吹き替え

#### 映画
- 藍色夏恋（アー・ミェン）
- アドレナリン（ケイロ）
- エイリアンX
- 案山子男（レスター・ドワーヴィック/案山子男）
- 風のファイター（パチンコ少年）
- 9000マイルの約束
- ケンパーク（クロード）
- ゴー（チームメイト）
- スートーリーテリング（スクービー）
- トロイ
- ハッピーエンディング（ビル）
- ファイナルカット（マイケル）
- ヘラクレス〜選ばれし勇者の伝説〜（イピクレス）
- ベルリン僕らの革命（息子）
- 微笑に出逢う街角（マット）
- ダ・ヴィンチ・コード（生徒）
- 達磨よ遊ぼう（ミョンチョン）
- ディープポセイドン（ヤーゲス）
- マイリトルブライド（ドング）
- ミッシング
- ラヴェンダーの咲く庭で（ルーク）
- リザレクション

#### テレビドラマ
- コールドケース 迷宮事件簿（若いボー）
- スターゲイト SG-1
  - YEAR5（ドミニク）
  - YEAR6（マレク）
  - YEAR8（エリック）
- バフィー 〜恋する十字架〜（角少年）
- 炎のテキサス・レンジャー（医師）
- マウンテン・ウォーズ/ホライズン高校物語（スコット）
- 名探偵モンク2（スタッフ）
- 屋根部屋のネコ（ユ・ドンジュン）

#### アニメ
- オーバン・スターレーサーズ（ジョーダン）
- クラスメイトはモンキー（スリップ・パイソン）
- ジンジャーの青春日記（サーシャ）
- ビリー&マンディ（ジギー）

### 特撮
- 牙狼-GARO-スペシャル 白夜の魔獣（アオムシ等）

### CM
- ヨドバシカメラ
- アイフルホーム

### ナレーション
- FNN選挙WARS〜改革の最終審判〜内選挙男（選挙男）